# Храм Сретения Господня (Пекин)
Храм Сретения Господня — утраченный храм Русской духовной миссии в Пекине.

## История
Здание храма было построено для миссии на посольском дворе в 1728 году по китайской традиционной технологии, по образцу французской иезуитской церкви в Сишику, однако было наполовину меньше. Оно располагалось вблизи императорского дворца и торговой части города. Храм оказался довольно прочнымː при причинившем сильные разрушения Пекину землетрясении 19 августа 1730 года он практически не пострадал, за исключением появления двух небольших трещин в южной стене.
Святейший правительствующий синод в 1734 году предписал постоянное пребывание при Сретенской церкви архимандрита, одного иеромонаха, иеродиакона, двоих причетников и церковного сторожа-трапезника. Начальник Пекинской духовной миссии архимандрит Иларион (Трусов) освятил храм во имя Сретения Господня в декабре 1736 года по просьбе вновь крещеных китайцев, желавших, чтобы престольный праздник храма отмечался в шестом белом китайском месяце — феврале. Вскоре при нём был основан монастырь, также названный Сретенским, и разбит сад, где выращивался виноград.
В 1764 году к храму была пристроена колокольня в китайском стиле — двухъярусная, с произведёнными в Германии часами. На ней были установлены шесть отлитых в Пекине колоколов и четыре китайские чаши.
В росписи храма принимали участие католики. Кроме того, в XVIII — начале XIX веков в иконостасе храма присутствовали образы, изображавшие святых в традиционных китайских одеждах.

## Разрушение
В 1900 году храм был сильно разрушен во время восстания ихэтуаней.